# NGC 7412
NGC 7412 este o galaxie situată în constelația Cocorul. A fost descoperită în 2 septembrie 1836 de către John Herschel. Se află la o distanță de 6,2 megaparseci de Pământ.